# SARM Division No. 3
Die SARM Division No. 3 ist eine Division in der kanadischen Provinz Saskatchewan. Sie gehört zur Saskatchewan Association of Rural Municipalities (SARM) und befindet sich im südwestlichen Teil der Provinz. Die Division umfasst 45 Rural Municipalities; verwaltet wird sie von Larry Grant.
Die Landschaft der Division ist geprägt von Gras- und Prärieland. Der Cypress Hills Interprovincial Park an der Grenze zu Alberta und die Great Sandhills in der Nähe von Prelate sind bedeutende Parks in der Region und einzigartig in ihrem Bestand. Wichtige Zweige der Wirtschaft ist die Viehzucht, der Ackerbau, die Förderung von Erdöl und Erdgas sowie der Tourismus und das industrielle Gewerbe.

## Rural Municipalities
- RM Val Marie No. 17
- RM Lone Tree No. 18
- RM Frontier No. 19
- RM Mankota No. 45
- RM Glen McPherson No. 46
- RM White Valley No. 49
- RM Reno No. 51
- RM Pinto Creek No. 75
- RM Auvergne No. 76
- RM Wise Creek No. 77
- RM Grassy Creek No. 78
- RM Arlington No. 79
- RM Glen Bain No. 105
- RM Whiska Creek No. 106
- RM Pelletier No. 107
- RM Bone Creek No. 108
- RM Carmichael No. 109
- RM Piapot No. 110
- RM Maple Creek No. 111
- RM Lawtonia No. 135
- RM Coulee No. 136
- RM Swift Current No. 137
- RM Webb No. 138
- RM Gull Lake No. 139
- RM Big Stick No. 141
- RM Enterprise No. 142
- RM Morse No. 165
- RM Excelsior No. 166
- RM Saskatchewan Landing No. 167
- RM Riverside No. 168
- RM Pittville No. 169
- RM Fox Valley No. 171
- RM Canaan No. 225
- RM Victory No. 226
- RM Lacadena no. 228
- RM Miry Creek No. 229
- RM Clinworth No. 230
- RM Happyland No. 231
- RM Deer Forks No. 232
- RM Coteau No. 255
- RM King George No. 256
- RM Monet No. 257
- RM Snipe Lake No. 259
- RM Newcombe No. 260
- RM Chesterfield No. 261